# Edward Seymour, 1. Earl of Hertford

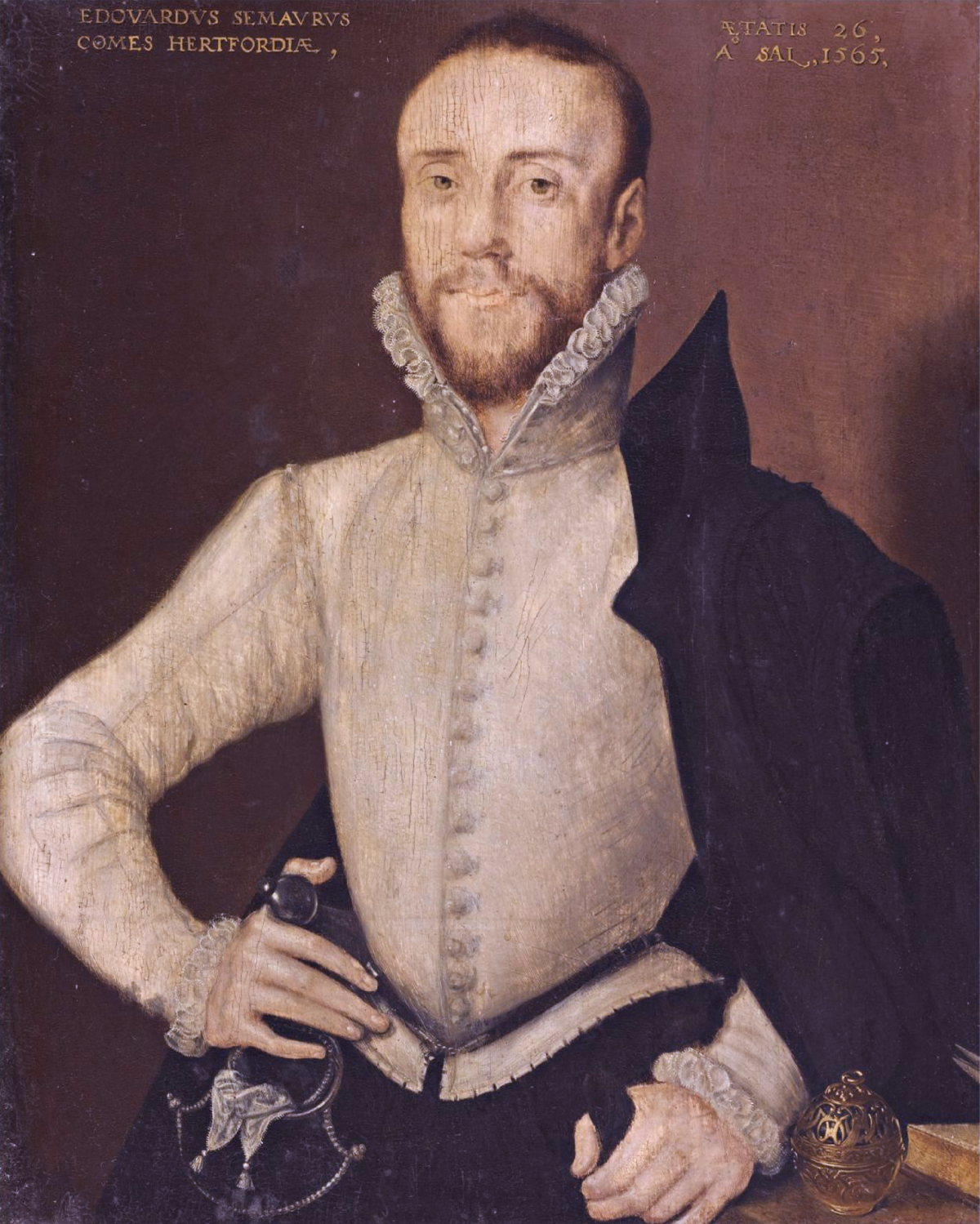
Edward Seymour, 1. Earl of Hertford, 1565

Edward Seymour, 1. Earl of Hertford (* 22. Mai 1539; † 6. April 1621) war ein englischer Adliger.
Edward war der älteste Sohn von Edward Seymour, 1. Duke of Somerset, aus dessen zweiter Ehe mit Anne Stanhope, und damit ein Neffe der Königin Jane Seymour. Nachdem die erste Ehe seines Vaters 1535 geschieden worden war, waren ihm seine Adelstitel als Viscount Beauchamp (1536), Earl of Hertford (1537) und Duke of Somerset (1547) mit dem besonderen Zusatz verliehen worden, dass diese vorrangig an seine Nachkommen aus zweiter Ehe und nicht an seine beiden Söhne aus erster Ehe fallen sollten. Edward war dadurch Titelerbe (Heir apparent) seines Vaters. Sein Vater wurde jedoch 1552 wegen Hochverrats geächtet und hingerichtet, womit seine Titel verwirkt waren.
Edward Seymour wurde am 13. Januar 1559 zum Earl of Hertford und Baron Beauchamp erhoben.
Im November 1560 heiratete der Earl ohne Erlaubnis der Königin Elisabeth I. deren Hofdame Lady Catherine Grey, Tochter des Henry Grey, 1. Duke of Suffolk. Die Ehe wurde am 12. Mai 1561 annulliert und beide im Tower of London gefangengesetzt. Zudem musste Edward wegen „Verführung einer Jungfrau von königlichem Blut“ eine Geldstrafe zahlen. Aus der Ehe gingen zwei Söhne hervor:
- Edward Seymour, Lord Beauchamp (1561–1612);
- Thomas Seymour (1563–1619).

Da er seine Söhne überlebte, erbte bei seinem Tod, 1621, sein Enkel William Seymour seine Adelstitel. Er wurde in der Kathedrale von Salisbury, in Wiltshire bestattet.